# Gustav Hagemann

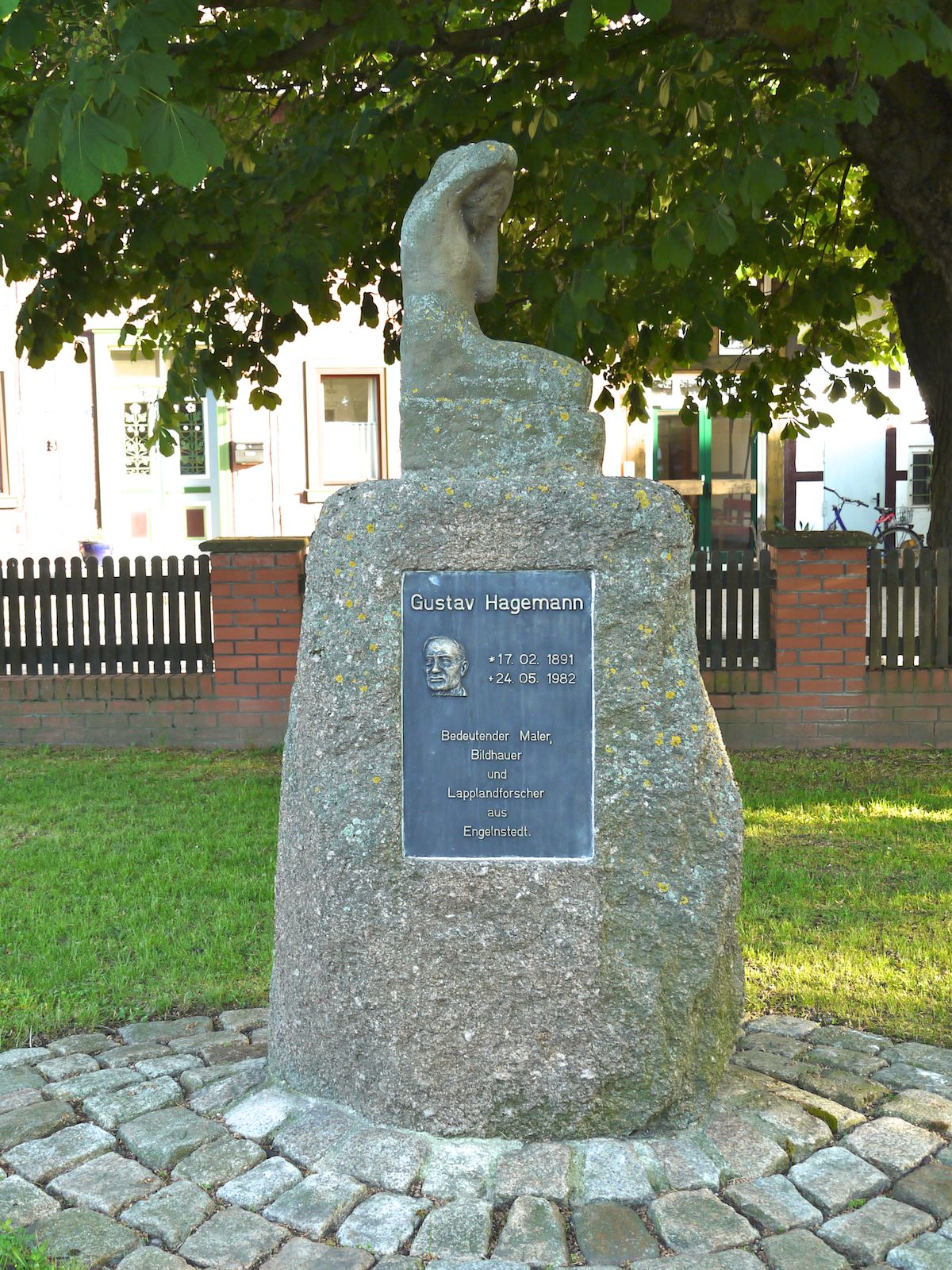
Denkmal für Gustav Hagemann in Salzgitter-Engelnstedt

Gustav Hagemann (* 17. Februar 1891 in Engelnstedt; † 24. Mai 1982 ebenda) war ein deutscher Maler, Landschaftsmaler, bekannt als expressionistischer Maler des hohen Nordens und Lapplandforscher, weniger jedoch als Plastiker.
Infolge zweier Weltkriege ist nahezu sein gesamtes Frühwerk mit seinen plastischen Arbeiten vernichtet worden. Zu den wenigen aus dieser Zeit noch erhaltenen Bronzen gehört der stark von Lehmbruck beeinflusste „Wurmtöter“ aus dem Jahr 1920 sowie der „sitzende Jüngling“ (1932) und sein Gegenstück, der „hockende Frauenakt“ (1933). 1938 grub er die nördlichsten Felsenzeichnungen Europas aus. 1970 wurde er Mitglied der Akademie für Kunst, Wissenschaft und Literatur in Rom.

## Ausbildung und Werdegang
Hagemann besuchte das Gymnasium in Wolfenbüttel und studierte an der Kunstschule in Kassel. Nach seinem Abschluss als Kunstlehrer wurde er Referendar in Torgau. Im Ersten Weltkrieg malte er als Soldat beeindruckende Anti-Kriegsbilder. Nach dem Krieg studierte er 1920/21 Bildhauerei in München. 1922 kehrte er nach Torgau zurück, wo er als Kunsterzieher und Sportlehrer angestellt wurde. In der Berliner Galerie Ferdinand Möller stellte er zwischen 1927 und 1937 mit beachtlichem Erfolg aus. Er machte dabei v. a. durch die Ergebnisse seiner entdeckerischen Fahrten nach Skandinavien auf sich aufmerksam. Hagemann unternahm von 1927 an jährlich viermonatige Studienreisen in die Länder des Nordens und regte Samen an, ihr Leben künstlerisch darzustellen. Diese Dokumente befinden sich heute in vielen europäischen Museen. Einige dieser Reisen unternahm er gemeinsam mit der Malerin Lilo Peters.
In der Zeit des Nationalsozialismus war Hagemann obligatorisch Mitglied der Reichskammer der bildenden Künste, und er konnte ausstellen. Auch als Soldat im Zweiten Weltkrieg arbeitete er künstlerisch und hielt Bilder von Zerstörung, Flucht und Tod fotografisch fest.
Seine Frau Gertrud (geb. Kampe, 1. September 1891 in Schöningen – 7. August 1989 in Salzgitter) unterstützte ihn künstlerisch und pädagogisch. Sie selbst schuf seit den 1920er Jahren vorwiegend textile Arbeiten nach eigenen Entwürfen, die noch heute sehr modern wirken.

## Werke (Auswahl)
Ölbilder
- Walfischschicksal Öl, 1981
- Schrecken des Krieges, 1982
- Westfront Öl, 1980
- Islandpferde, 1971
- Vulkanfelsen am Meer Öl, 1979
- Skaldensänger – Island, 1980
- Lappenfamilie Öl, 1979

Plastiken
- Brunnenplastik Menschenwoge, 1978 Schloss Salder

Bücher
- Karl W.G. Schwarz [Hrsg]: Geheimnis des Hohen Nordens. Auswahl der graphischen Arbeiten. Düsseldorf, L. Schwann, 1948.
- Das Leben der Lappen in ihren Ritzzeichnungen und anderen Selbstzeugnissen, Iserlohn, 1976.
- Heinrich Mersmann: Gustav Hagemann Der Maler des Nordens, Iserlohn, 1981.

## Ausstellungen (unvollständig)
- 1935 Museum der Bildenden Künste, Leipzig („Deutsche Graphikschau“; Ausstellung der NS-Kulturgemeinde)
- 1936 und 1937 Künstlerhaus, Hannover (104. und 105. Große Frühjahrsausstellung)

- 1937 Galerie Ferdinand Möller, Berlin (mit Otto Herbig und Oskar Schlemmer)
- Moritzburg-Museum, Halle
- Prinzessinnenschlösschen, Jena
- Magdeburg
- Völkerkundemuseum Leipzig
- 3. Biennale in Ancona (Italien)
- Kupferstichkabinett Berlin-Dahlem, Alleinausstellung vierzig seiner Arbeiten
- 1965 Corner Gallery, London
- Kunstvereins Salzgitter zum 85. Geburtstag des Künstlers im Atrium des Rathauses Salzgitter vom 24. Oktober bis zum 14. November 1976
- 1977 Römer-Museum Hildesheim „Die mitternächtlichen Länder“, Gesamtausstellung seiner Werke mit Ölbildern, Aquarellen, Grafiken, Email-Arbeiten und Bronzen

### Postum
- 2001 Ausstellung in Salzgitter Schloss Salder[1]